# Доганови къщи
Архитектурният ансамбъл Доганови къщи се намира в град Копривщица и включва голямата Доганова къща, тази на Петко Доганов – имотен копривщенски бегликчия, щедър ктитор, чийто образ намира място сред стенописите на Рилския манастир. Построена е през 1815 година с изцяло дървена конструкция.
Живописният комплекс се допълва от намиращата се в близост малка Доганова къща, тази на Тодор Доганов, построена през 1837 година. Тя е родна къща на Костадин Доганов (1891 – 1923).
Стенописната и дърворезбарска украса на голямата Доганова къща е дело на същите майстори, които създават стенописите в църквата „Свети Николай“ (новата църква).Майсторът, почувствал особения дух на мястото и умело превръща архитектурната среда в даденост, като създава нова художествена форма за завършек на оформлението на архитектурния уличен ансамбъл.
Уличното пространство умело се прелива през отворената порта на дома към двора. По стълби, през таблена врата се влиза в просторна гостна одая (селямлък). Тя е ярко изявена във фасадата с обема си, силно издаден над портата.Тук един специален слуга е варил кафе, подавал чибуци и огън на гостите.
Връзката между етажа и портата е направена да прилича на голям фенер с множеството си извити подпори, подкрепящи еркера и свързващи го със зида. Тук освен приемната стая има малко помещение за приготвяне на „почерпушка“ за гостите на домакина (кафе-оджак).Тук има оформена с тесен отвор ниша за да служи като бойница и за наблюдение към страничната улица. Самата стая има „асма“ таван, миндери и ракли за домакина и семейството му.
Чорбаджи Петко Доганов се прославил като собственик на редки породисти коне. Така е и изписан, яхнал жребец от един калугер (монах) от Трявна, на когото Догана в 1832 г. е заплатил, според надписа на иконата, 1200 гроша. Иконата се нарича „Свети Евстатий“ и се намира в старата църква „Успение Богородично“. Титулната икона в храма, също наречена „Свети Евстатий“ от 1838 е зографисана от Захарий Зограф, като за нея отново позира чорбаджи Петко Догана.
„Копривщенската одая“ в Рилския манастир е богато декориран салон, една от няколкото стаи за пребиваване на копривщенци по време на поклонението им в светата обител. Таванът на одаята е цял покрит със забележителна дърворезба, а на една паметна плоча на стената и днес се четат изписани имената на дарителите: Ганчо Бъзювич, Рат Толювич, Никола чичо дели-делва (Делиделвов), Спас Бедрек, Никола Десювич и майка им Генчовица и др. В манастирската църква има страничен параклис-олтар, където е изографисан ликът на Петко Догана.

## Сцени от български игрални филми, заснети тук
В голямата Доганска къща и на площада пред комплекса са заснети моменти от филмите:
- Шибил – драма от 1967 г.
- Дякон Левски – драма от 2015 г.

Комплексът се намира на улица „Константин Доганов“, „голямата“ на номер 8, а „малката“ на номер 9. Къщите не са музеи и не са отворени за посещение.